# Camperol de Mathews
El camperol de Mathews (Cincloramphus mathewsi) és una espècie d'ocell de la família dels locustèl·lids (Locustellidae). Es troba a la major part d'Austràlia. Els seus hàbitats principals són les sabanes seques i els matollars i herbassars secs tropicals i subtropicals. El seu estat de conservació es considera de risc mínim.
El nom específic de Mathews fa referència a l'ornitòleg australià Gregory Mathews (1876-1949).